# Kærbygård (Fraugde Sogn)
 For alternative betydninger, se Kærbygård. (Se også artikler, som begynder med Kærbygård)
Kærbygård i Fraugde Sogn nævnes første gang i 1397 og har oprindeligt været sognets ældste hovedgård. Den blev dog hurtigt reduceret til en almindelig gård, indimellem med adelige ejere. Da Kærbygaards storhedstid var omme, var det Fraugdegård, der overtog rollen som den førende gård i sognet. Kærbygård er placeret op til et tidligere moseområde, Kærby Mose. Mosen er i dag drænet og under plov.
I dag er Kærbygård en større proprietærgård. Gården er delt i Store Kærbygård og Lille Kærbygård. Gårdene er placeret cirka 500 meter fra landsbyen, ved resterne af voldstedet fra deres forgænger.
Kærbygård laver i dag både landbrug og møbelsnedkeri.